# Priyanka Chopra

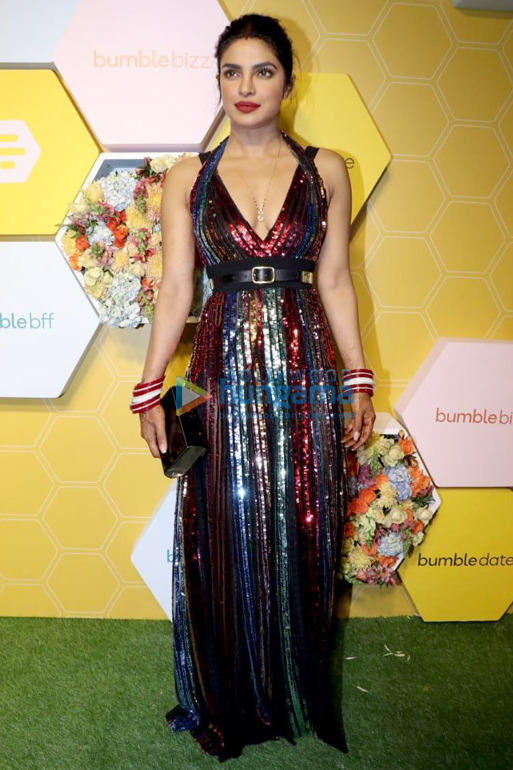
Priyanka Chopra (2018)

Priyanka Chopra, właśc. Priyanka Ashok Chopra Jonas (ur. 18 lipca 1982 w Jamshedpurze) – indyjska aktorka, producentka filmowa, modelka oraz piosenkarka. Zdobywczyni tytułu Miss World 2000 jako piąta kobieta z Indii.

## Życiorys
Jej rodzice, Ashok i Madhu Chopra, byli lekarzami w indyjskiej armii, przez co często rodzina zmieniała miejsce zamieszkania. Priyanka Chopra uczyła się w Lucknow, Bareli i Bostonie.
Rodzice bez jej wiedzy zgłosili ją do konkursu Miss Indii 2000, który wygrała. W 2000 zdobyła tytuł Miss World.
Zadebiutowała w tamilskim filmie Thamizhan w 2002. Za rolę w filmie Andaaz (2003) dostała Nagrodę Filmfare dla najlepszej debiutantki w Bollywood i nominację dla najlepszej aktorki drugoplanowej. W 2005 za udział w thrillerze Aitraaz (2004) dostała Nagrodę Filmfare za najlepszy występ w negatywnej roli, stając się drugą po Kajol aktorką tak wyróżnioną. Chopra za tę rolę była też nominowana do Nagrody Filmfare dla najlepszej aktorki drugoplanowej oraz do Producers Guild Film Award dla najlepszej aktorki drugoplanowej. Kolejnym jej sukcesem była rola w filmie Fashion (2008) – otrzymała National Film Award dla najlepszej aktorki, Nagrodę Filmfare dla najlepszej aktorki, Nagrodę IIFA Award i Screen Award w tej samej kategorii oraz Producers Guild Film Award dla najlepszej aktorki pierwszoplanowej. Za rolę w 7 Khoon Maaf (2011) otrzymała Nagrodę Filmfare dla najlepszej aktorki (wybór krytyków), była też nominowana do innych nagród. Drugą w swojej karierze Nagrodę Filmfare dla najlepszej aktorki otrzymała za rolę w filmie Bajirao Mastani Sanjaya Leeli Bhansaliego. Występ doceniono też nagrodami IIFA Award, Screen Award dla najlepszej aktorki drugoplanowej oraz nominacją do Nagrody Producers Guild Film Award dla najlepszej aktorki.
W Hollywood wyróżniła się rolą w serialu Quantico, za którą otrzymała dwie nagrody People's Choice Award w kategorii ulubiona aktorka serialowa oraz ulubiona aktorka w dramacie telewizyjnym. Jest pierwszą aktorką z południowej Azji, która otrzymała People's Choice Award.
Jest właścicielką firmy produkcyjnej Purple Pebble Pictures promującej nowe talenty w świecie filmu.
Uczyła się klasycznej muzyki zachodniej. W 2021 wydała album muzyczny z Universal Music Group i Desi Hits.
W 2016 otrzymała Order Padma Shri. Magazyn Time umieścił ją na liście 100 najbardziej wpływowych ludzi na świecie (2016), Forbes na liście 100 najpotężniejszych kobiet świata (2017, 2018), a BBC na liście 100 Women (2022).
Aktywnie wspiera różne przedsięwzięcia charytatywne. Jest ambasadorką UNICEF.
W 2021 opublikowała swój pamiętnik Unfinished, który znalazł się na liście bestsellerów The New York Times w USA.
Jej kuzynkami są aktorki Parineeti Chopra, Meera Chopra oraz Mannara Chopra.
Jest praktykującą hinduistką, dlatego jej ślub z Nickiem Jonasem, z którym zaręczyła się 18 lipca 2018, składał się z ceremonii chrześcijańskiej i hinduistycznej odprawionych 1 grudnia 2018. W styczniu 2022 zostali rodzicami córki Malti Marie, którą urodziła im surogatka.
Po ślubie używa nazwiska Chopra Jonas.

## Upamiętnienie
Jest jedną z czterech gwiazd Bollywood, obok Kajol, Hrithika Roshana i Shah Rukh Khana, których miniaturowe lalki pojawiły się w Wielkiej Brytanii w 2006 jako „Bollywood Legends”.
W 2009 jako pierwsza indyjska aktorka wykonała odcisk stopy w Muzeum Salvatora Ferragamo we Florencji.
W 2019 Muzeum Madame Tussauds zainstalowało jej woskowe rzeźby w Nowym Jorku, Londynie i Sydney oraz na wystawie objazdowej po miastach azjatyckich. Tym samym Chopra stała się pierwszą indyjską aktorką, której woskowe figury znalazły się w czterech muzeach Madame Tussauds.

## Filmografia
- Thamizhan (2002)
- Miss India: The Mystery (2003)
- Andaaz (2003)
- The Hero: Love Story of a Spy (2003)
- W sieci miłości (2004)
- Pobierzmy się (2004)
- Asambhav (2004)
- Kismat (2004)
- Plan (2004)
- Mistrz blefu (2005)
- Deszcz (2005)
- Yakeen (2005)
- Waqt: The Race Against Time (2005)
- Karam (2005)
- Szantaż (2005)
- Don (2006)
- Aap Ki Khatir (2006)
- Krrish (2006)
- Alag: He Is Different.... He Is Alone... (2006) (gościnnie)
- 36 China Town (2006) (gościnnie)
- Taxi Number 9211 (2006) (gościnnie)
- Big Brother (2007)
- Om Shanti Om (2007) (gościnnie)
- Wszystko dla miłości (2007)
- To właśnie przyjaźń (2008)
- Fashion (2008)
- Drona (2008)
- Chamku (2008)
- God Tussi Great Ho (2008)
- Love Story 2050 (2008)
- What's Your Raashee? (2009)
- Kaminey (2009)
- Billu (2009) (gościnnie)
- Anjaana Anjaani (2010)
- Pyaar Impossible (2010)
- Saat Khoon Maaf (2011)
- Don 2 (2011)
- Barfi! (2012)
- Krrish 3 (2013)
- Quantico (2015–2018) - serial TV
- Baywatch. Słoneczny patrol (2017)
- A Kid Like Jake (2018)
- Jak romantycznie! (2019)
- The Sky Is Pink (2019)
- Będziemy bohaterami (2020)
- Biały Tygrys (2021)
- Matrix Zmartwychwstania (2021)
- Cytadela (2023)